# Maxje (rapster)
Maxime Lupker, artiestennaam Maxje (23 juli 1993), is een Nederlands rapper en vlogger. Haar eerste optredens waren in 2011 tijdens MC-battles. Hierna wijzigde ze haar koers naar een zachtere hiphopstijl. In 2014 was ze te zien in een sessie bij 101Barz en enkele maanden later bracht ze haar single Mijn bezit uit. Daarnaast heeft ze sinds 2016 met haar zus een vlog.

## Biografie
Lupker is afkomstig uit Tilburg en begon rond 2010 te rappen. Op haar zeventiende deed ze aan een lady's battle mee onder leiding van Excellent. Juryleden waren onder meer Negativ en Klopdokter. Ze won deze MC-battle (punch-out-battle) van rapster Sharr. In mei 2011 deed ze nogmaals mee, ditmaal tegen de mannelijke rapper Shiike, met onder meer Turk in de jury. Deze werd door haar opponent gewonnen. Haar deelnames leverden haar een contract op bij Zware Jongens Records. Hierna ontwikkelde ze haar muziek van de rauwe punchlines naar de zachtere hiphop, door haarzelf samengevat als urbanpop.
In februari 2014 gaf ze een wintersessie bij 101Barz en in juni kwam haar videoclip Mijn bezit uit. Beide werden veel bekeken op YouTube. Sinds 2014 gaat ze naar de Herman Brood Academie.
Als Maxime Emily heeft ze sinds mei 2016 een vlog via YouTube met haar zus Michelle alias Smies De M. In deze vlog, getiteld Zusjestijd, komen onderwerpen aan de orde als eten, mode en uiterlijk.